# Arch Mission Foundation
Arch Mission Foundation é uma organização não lucrativa cujo objetivo é criar múltiplos repositórios redundantes de conhecimento humano ao redor do Sistema Solar, incluindo na Terra. Foi fundada por Nicholas Slavin e Nova Spivack em 2015 e incorporada em 2016.

## Projeto
A fundação planeja "múltiplas... bibliotecas Arch são destinadas a preservar e disseminar o conhecimento da Humanidade através do tempo e espaço para o benefício das gerações futuras". A fundação é agnóstica da tecnologia e vai usar quaisquer tecnologias de armazenamento que forem boas para seus propósitos, incluindo múltiplas tecnologias. O primeiro método usado é "Armazenamento óptico de dados em 5D no quartzo", que vai "continuar legível por até 13,8 bilhões de anos, mesmo no ambiente extremo do espaço — os discos podem aguentar temperaturas de até 1,000°C". A fundação também planeja em criar empresas derivadas baseadas em patentes dos grupos de pesquisa envolvidos com as tecnologias que ela usa para financiar-se no futuro.

## Arquivos de dados

### Discos Arch 1 até 5
Como prova de conceito da tecnologia de Armazenamento óptico de dados 5D, Arch fez 5 discos, cada um contendo a trilogia Fundação de Isaac Asimov comprimidos em até 3 megabytes (os discos podem aguentar 360 terabytes). Em dezembro de 2017, quando o cofundador do Arch Novak Spicak ficou sabendo que a SpaceX estava lançando um Tesla ao espaço, Spivack tweetou ao Musk que saltou na oportunidade de incluir um na missão - Musk era um fã dos livros. Musk também recebeu um disco para sua biblioteca pessoal. Os discos foram criados por Peter Kazansky do Optoelectronics Research Centre (ORC) da Universidade de Southampton, o inventor do da tecnologia de armazenamento óptico de dados em 5D e está no "Science and Technology Council" na Arch Mission Foundation. Os discos são considerados os objetos de armazenamento mais duráveis já criados por humanos.

## Solar Library
Em dezembro de 2017, quando o co-fundador Nova Spivack ouviu que a SpaceX estava lançando um Tesla no espaço, Spivack twitoou ao Musk que entrou na oportunidade de incluir um na missão - Musk é um fã dos livros. Ele também recebeu o disco 1.1 para sua biblioteca particular. O disco 1.2, batizado 'Solar Library' pela Arch Mission Foundation também representa a primeira biblioteca espacial permanente, e é projetado para orbitar ao redor do Sol por pelo menos alguns milhões de anos. O Solar Library foi lançado no voo de teste do Falcon Heavy em 6 de Fevereiro de 2018, dentro do Tesla Roadster vermelho do Musk. A carga foi colocada numa órbita eliptica que se estende a quase 3.910 milhões de quilômetros do Sol em seu ponto mais distante.

## Outros projetos
Arch tem esperança de semear o Sistema Solar com milhões e possivelmente bilhões de arquivos em "todos os tipos de localizações". Eles querem construir um arquivo permanente na Lua. Arch visiona que seus discos leves possam ser uma alternativa para a transferência de grandes quantidades de dados entre Terra em Marte no lugar do sinal de rádio. No longo prazo, eles visionam conectar os Arch Libraries através de uma rede de compartilhamento de dados através do Sistema Solar.
Os dados nas bibliotecas vão incluir a Wikipédia, Projeto Gutenberg, genomas humanos e grandes conjuntos de dados abertos. Eles também vão permitir doações de dinheiro para instruir que certos dados possam ser incluídos, e vão fazer isso sem censurar o que pode ser incluído. A fundação cita a possibilidade de que um ser bastante desenvolvido que possa encontrar e ler a informação já possuiria bastante tecnologia como razão para não priorizar arquivos cintíficos.
Em fevereiro de 2018, Arch Mission colocou, de forma bem sucedida, um arquivo chamado Orbital Library, que contém uma cópia da Wikipédia, em órbita terrestre baixa. O Arch Mission também construriu uma carga chamada Lunar Library, contendo informações científicas, culturais e históricas em cerca de 30 idiomas e várias enciclopédias incluindo a Wikipédia. O Lunar Library viajaria até a Lua usando uma nave da SpaceIL. Entretanto, a nave da missão israelense acidentou-se ao pousar, no mês de abril de 2019, de modo que pode ter espalhado vários tardígrados na superfície lunar, infringindo possivelmente o Tratado do Espaço Exterior.